# Tribunal Regional do Trabalho da 15.ª Região
O Tribunal Regional do Trabalho da 15ª Região, com sede em Campinas, Estado de São Paulo, é um órgão da Justiça do Trabalho, pertencente ao Poder Judiciário da República Federativa do Brasil, o qual exerce jurisdição nos municípios do território do Estado de São Paulo, que não estão na jurisdição do Tribunal Regional do Trabalho da 2ª Região.

## História
Com o passar dos anos, o desenvolvimento, a industrialização e o aumento populacional no país tiveram importantes reflexos no TRT-2, que viu sua demanda crescer, apesar da diminuição da jurisdição do Regional. A partir da segunda metade da década de 1970, foram criados o TRT-9, no Paraná (em 1975); o TRT-10, que abarcou os estados de Mato Grosso e Mato Grosso do Sul (em 1981) e o TRT-15, que ficou responsável pelo interior do estado de São Paulo (em 1986).
O TRT-2 havia sido criado em 1941 como Conselho Regional do Trabalho, pelo presidente Getúlio Vargas, a 2.ª Região passou a se chamar Tribunal Regional do Trabalho, apenas em 1946, quando passou a fazer parte do Poder Judiciário. Sua jurisdição compreendia os estados de Paraná e Mato Grosso, além de todo o estado de São Paulo.
O TRT-2 era naquele momento dividido em Juntas de Conciliação e Julgamento (JCJ). Cada junta contava com um juiz-presidente e dois juízes vogais, sendo um representante dos trabalhadores e outro representante dos empregadores. O segundo grau era formado pelos juízes de tribunal e também por juízes classistas, um para cada representação.
Em 1946, ano da transformação da 2.ª Região em Tribunal, o Regional contava com sete JCJs na capital e cinco fora da sede (Santos, Santo André, Jundiaí, Campinas e Sorocaba). O movimento era de 8.377 novas ações por ano apenas nas juntas da capital.
Presidido pela desembargadora Ana Amarylis Vivacqua de Oliveira Gulla (biênio 2020-2022)